# Gemma Mengual
Gemma Mengual (ur. 12 kwietnia 1977 w Barcelonie) – hiszpańska pływaczka synchroniczna, dwukrotna srebrna medalistka z Pekinu w duecie i drużynowo. W 2003 roku na Mistrzostwach Świata w Barcelonie zdobyła brązowe medale indywidualnie i w duetach. W 2005 roku zdobyła na Mistrzostwach Świata w Montrealu obroniła brązowe medale indywidualnie i drużynowo. Na kolejnych mistrzostwach świata w 2007 roku w Melbourne obroniła ponownie medal zdobyty indywidualnie.